# Benjamin Francis Johnston
Benjamin Francis Johnston (Nueva York, 15 de diciembre de 1865-Hong Kong, 9 de marzo de 1937) fue un empresario y contador privado estadounidense. Este es recordado por ser el fundador de la ciudad de Los Mochis, tras establecer un ingenio azucarero en la región.

## Biografía
Benjamin Francis Johnston nació el 15 de diciembre de 1865 en Nueva York. Aunque algunas fuentes sitúan Virginia o Pensilvania. Sus padres fueron el señor John C. Johnston y la señora Belle Williams Johnston. Sus estudios primarios los hizo en el pueblo de Sharon. En sus ratos libres vendía por las calles periódicos para el sostenimiento de sus padres, ya que era hijo único. Por las tardes acudía a una academia comercial en la que estudió Legislación Bancaria y se graduó como Contador Privado.
En 1890, llegó al norte de Sinaloa atraído por el proyecto de ciudad del ingeniero Albert Kimsey Owen y ve la oportunidad de explotar los recursos como la caña de azúcar y se asocia con Zacarías Ochoa, dueño de un Trapiche, (rudimentario molino de azúcar) llamado "El Águila", en la Villa de Ahome. Ambos fundan una nueva asociación, El Águila Sugar & Refining Company, que después cambia de nombre a Sinaloa Sugar Company y luego a United Sugar Company.
Cabe mencionar cómo don Zacarías conoció a Johnston, quien en uno de sus viajes a Agiabampo, a donde iba a recoger mercancías para su hacienda, se topó con un jovencito de apenas 25 años, entabló conversación amena con él y lo invitó a trabajar en su hacienda, de acuerdo a su proverbial costumbre de ayudar al desvalido, pues aquel joven norteamericano nomás tenía lo que llevaba puesto. Johnston trabajó diligente y como los socios de don Zacarías Lycan y Ruggles desaparecieron misteriosamente y dados por muertos, el joven Johnston consiguió el capital (no se sabe como) de $250,000 pesos para ser socio de don Zacarías. Johnston, con gran audacia e ingenio celebró nuevos convenios que no favorecían a don Zacarías. Don Filiberto Leandro Quintero nos dice "Johnston aportaría el ingenio y don Zacarías la caña de azucar, 5000 toneladas el primer año a 4 pesos la tonelada más la obligación de aumentar la cuota de entrega en mil toneladas anuales". Esto último fue imposible de cumplir para don Zacarías y aunque no se le aplicó la sanción pactada, con el transcurso del tiempo se le acumuló en su contra una cantidad considerable que Johnston podría cobrar cuando quisiese.     
En 1898, Benjamin Francis Johnston colocó la primera piedra del edificio de lo que sería una de las fábricas de azúcar más importantes del noroeste de la república.
En 1901, construye por cuenta propia el ingenio azucarero en Los Mochis, adquiriendo para ello un predio superior a las 16,000 hectáreas, y consiguiendo del gobierno federal la concesión de una parte del uso de agua del Río Fuerte. El 27 de mayo de 1902 cambia su razón social a la Cia. Azucarera del Águila, S.A.
En 1916, Johnston fusiona el Ingenio "El Águila" y la destilería "La Victoria" y constituye la sociedad "United Sugar Company", S.A.
El 9 de marzo de 1937 Johnston falleció en Hong Kong sus sucesores continuaron con el negocio, que rápidamente quedó confinado a la fábrica de azúcar.
En la actualidad existe un jardín botánico en Los Mochis que lleva su nombre, fue la antigua casa de Johnston y es conocido popularmente como "Parque Sinaloa".